# Jacek Dembiński
Jacek Dembiński (Poznań, 1969. december 20. –) lengyel labdarúgócsatár.

## Pályafutása

### Klubcsapatokban
1991-től a Lech Poznańban összesen 106 mérkőzésen játszott és 34 gólt szerzett, valamint 1992-ben és 1993-ban a bajnokcsapat tagja volt. Amikor a Lechben játszott, pályára léphetett a lengyel válogatottban is. Közben 1995-ben a Lausanne-Sports csapatában játszott a Svájci szuperligában. 1996–tól a Widzew Łódźot erősítette, itt 50 meccsen 23 gólt ért el, és lengyel bajnok lett 1997-ben. Ezután a Bundesligában lépett pályára a  Hamburg színeiben: 69 meccsen 11 gólt szerzett. Aztán visszatért a lengyel Ekstraklasába, ahol 2006-ig az Amica Wronki csapatában játszott. A 2006–07-es szezonban újra a Lech Poznańba igazolt. 
1996. november 20-án a Borussia Dortmund elleni mérkőzésen a UEFA-bajnokok ligája csoportkörének 5. fordulójában két gólt szerzett a Widzew Łódź színeiben. A mérkőzés 2–2-es eredménnyel zárult. A Legia Warszawa játékosa, Leszek Pisz után ő a második lengyel játékos, aki a BL ezen szakaszában egyetlen mérkőzésen két gólt szerzett  lengyel csapatban.

### A válogatottban
Először a lengyel válogatottban 1994. december 10-én játszott a Szaúd-Arábia ellen 2–1-re megnyert mérkőzésen. Összesen 10-szer lépett pályára nemzeti színekben. Utoljára 1998. augusztus 18-án Izrael elleni 2–0-ra végződő találkozón játszott.

## Statisztika

### A válogatottban
| 1994     | 1  | 0 |
| 1995     | 2  | 0 |
| 1997     | 4  | 0 |
| 1998     | 3  | 0 |
| Összesen | 10 | 0 |

## Fordítás
- Ez a szócikk részben vagy egészben  a   Jacek Dembiński című lengyel Wikipédia-szócikk ezen változatának fordításán alapul.  Az eredeti cikk szerkesztőit annak laptörténete sorolja fel. Ez a jelzés csupán a megfogalmazás eredetét és a szerzői jogokat jelzi, nem szolgál a cikkben szereplő információk forrásmegjelöléseként.